# Rejon ołoniecki

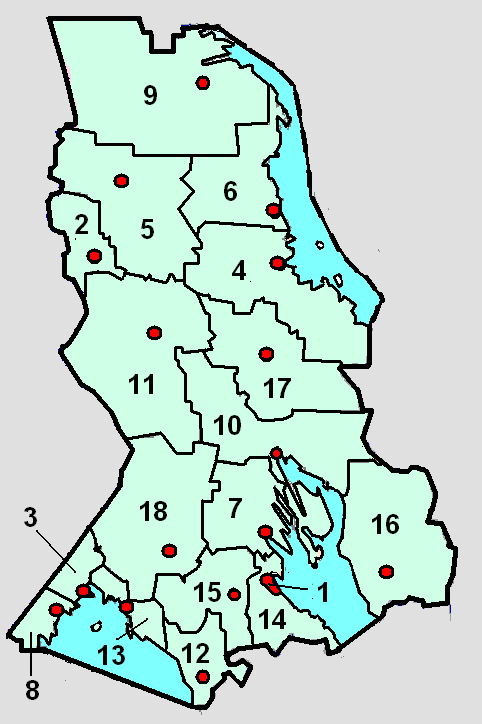
Podział administracyjny Karelii. Rejon ołoniecki oznaczony numerem 12.
Czerwony punkt na terenie rejonu pokazuje lokalizację ośrodka administracyjnego

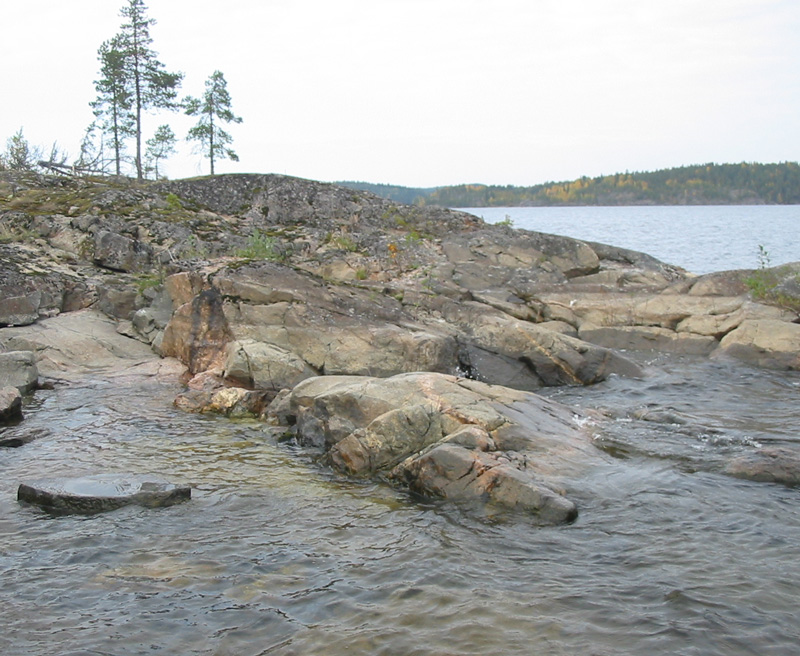
Jezioro Ładoga

Rejon ołoniecki (ros.  Олонецкий район ) – rejon w północno-zachodniej Rosji, wchodzący w skład rosyjskiej Republiki Karelii.

## Położenie
Rejon ołoniecki jest najbardziej na południe wysuniętym rejonem Karelii. Obszar ten leży nad jeziorem Ładoga.

## Powierzchnia
Rejon ołoniecki stanowi obszar równinny, o powierzchni niespełna 4 tys. km². Jego większość pokrywa tajga sosnowo – świerkowa, z domieszką brzozy i osiki oraz niewielkich ilości grabu i lipy. Na terenie tym znajdują się liczne niewielkie jeziora i rzeczki. Część obszaru rejonu stanowią torfowiska i bagna.

## Ludność
Rejon zamieszkany jest przez 26.289 osób (2005 r.), jako jedyny w większości przez rdzennych mieszkańców Karelii – Karelów (stanowią 63% ogółu ludności), a ponadto przez Rosjan. Kilkuprocentowy udział w populacji mają też dwie inne napływowe nacje: Ukraińcy i Białorusini.
W ostatnich latach populacja rejonu, tak jak populacja całej Karelii zmniejsza się w wyniku emigracji ludności do większych miast w Rosji w poszukiwaniu pracy oraz w wyniku niskiego przyrostu naturalnego. Ponieważ wyjeżdżają głównie ludzie młodzi, średnia wieku mieszkańców rejonu jest wysoka, i wynosi ponad 40 lat dla kobiet i ok. 35 dla mężczyzn, przy czym na wsiach jest ona o ok. 5 lat wyższa niż w ośrodkach miejskich.
Średnia gęstość zaludnienia w rejonie wynosi 6,6 os./km².
16.473 osób zamieszkuje na wsiach, stąd ludność miejska stanowi niespełna 38% populacji.

## Miasto i ośrodek administracyjny
Jedynym miastem na terenie tej jednostki podziału terytorialnego jest ośrodek administracyjny rejonu – Ołoniec, liczący 9.816 mieszkańców (2005 r.), tj. 38% populacji rejonu.

## Gospodarka
Gospodarka rejonu, podobnie jak gospodarka całej Karelii po rozpadzie ZSRR pogrążona jest w kryzysie.
Podstawowymi źródłami utrzymania dla mieszkańców rejonu jest pozyskiwanie drewna dla potrzeb przemysłu, uprawa ziemi i chów zwierząt, a także myślistwo i rybołówstwo. W Ołońcu znajduje się przemysł drzewny i celulozowo-papierniczy; także w innych większych ośrodkach osadniczych znajduje się drobny przemysł drzewny, a także niewielkie zakłady przemysłu spożywczego, zatrudniające kilka-kilkanaście osób (jak piekarnie czy masarnie), produkujące na rynek lokalny.
Znaczenie rolnictwa w gospodarce rejonu nie jest duże. Uprawiane są głównie ziemniaki i rośliny pastewne, a także w niewielkich ilościach, dla zaspokojenia lokalnych potrzeb – warzywa oraz zboża: jęczmień i żyto, rzadziej owies.
Obok uprawy roli w rejonie istnieje też chów zwierząt. Obejmuje ona zarówno chów bydła i świń, jak i zwierząt futerkowych.

## Klimat
Na terenie rejonu panuje klimat umiarkowany chłodny, przechodni pomiędzy klimatem morskim a kontynentalnym.
Średnia roczna temperatura powietrza wynosi ok. 4°. Średnia temperatura najchłodniejszego miesiąca – lutego wynosi ok. -10 °C, zaś najcieplejszego – czerwca – ok. +17 °C. Okres bez przymrozków wynosi ok. 130 dni.
W rejonie notuje się wysoki poziom opadów, głównie w postaci deszczu, których największe nasilenie ma miejsce w sierpniu.